# Косоротов, Александр Иванович
 Александр Иванович Косоротов  (1868, ст. Нижне-Чирская Земли Войска Донского — 1912, пос. Лесной, ныне Ленинградская область) — русский прозаик, публицист, драматург.

## Биография
Родился в станице Нижне-Чирской Земли Войска Донского в семье врача Ивана Федоровича Косоротова. После смерти матери жил с отцом в Новочеркасске, там он окончил гимназию. С детства у него были способности к живописи и музыке, мальчик сочинял романсы, рисовал портреты.
В 1893 году Косоротов окончил историко-филологический факультет Московского университета. По окончании учёбы служил в лейб-гвардии казачьем полку в Петербурге. После службы работал в государственных органах, занимался литературной деятельностью.
Некоторое время сотрудничал в газете «Новое время». Там он публиковал театральные и критические статьи. С 1901 года Александр Иванович жил во Франции, будучи парижским корреспондентом газеты «Новое время», однако, страдая от депрессии, вызванной заболеванием туберкулезом, покинул город не согласов это с редакцией газеты. Путешествовал по Италии, Корсике, бедствовал и просил денежной помощи у редактора, издателя и драматурга А. Суворина.
В 1902 году Косоротов вернулся в Россию. Занимался организацией газеты «Русь», писал статьи о русско-японской войне, сотрудничал в изданиях «Театр», «Обозрение театров», «Всемирном вестнике литературы».
Скончался (покончил с собой) в 1912 году в поселке Лесной около Санкт-Петербурга. Похоронен на Волковском кладбище.

## Творчество
Первые рассказы Косоротова были напечатаны в 1895 году в газете «Свет». Там же он опубликовал свою автобиографическую повесть «Вавилонское столпотворение. История одной гимназии». Отдельной книгой эта повесть вышла в Санкт-Петербурге в 1900 году. Его рассказ «Забытая калитка» писатель А. В. Амфитеатров назвал лучшим произведением Косоротова «…превосходным по правдивости, и очень тонкая по чутью исповедь детской души».
Известность принесли ему пьесы «Весенний поток», «Княжна Зоренька», «Мечта любви», шедшие в театрах России до середины 1920-х годов. Своим лучшим сочинением он считал трагедию «Корфинское чудо», прошедшую на сценах Петербурга и Москвы.